# Еталон смерекового з домішкою бука, ялиці насадження
Еталон смерекового з домішкою бука, ялиці насадження — ботанічна пам'ятка природи місцевого значення. Об'єкт розташований на території Надвінянського району Івано-Франківської області, Бистрицьке лісництво, квартал 25, виділ 4.
Площа — 7,0000 га, статус отриманий у 1993 році.